# Crocidura malayana
Crocidura malayana är en däggdjursart som beskrevs av Robinson och Cecil Boden Kloss 1911. Crocidura malayana ingår i släktet Crocidura och familjen näbbmöss. IUCN kategoriserar arten globalt som livskraftig. Inga underarter finns listade i Catalogue of Life.
Denna näbbmus förekommer på Malackahalvön. Den lever i låglandet och i bergstrakter mellan 50 och 1500 meter över havet. Arten vistas i skogar.